# Lista patriarhilor Bisericii Ortodoxe Bulgare

Stema Bisericii Ortodoxe Bulgare

Lista de mai jos îi include atât pe patriarhii Bulgariei, cât și pe conducătorii Bisericii Ortodoxe Bulgare care nu au avut rangul de patriarh. Biserica Ortodoxă Bulgară a fost recunoscută ca arhiepiscopie autocefală în anul 870. În 918 sau 919 țarul bulgar Simeon I (893-927) a convocat un sinod ecleziastic național care a hotărât ridicarea Arhiepiscopiei Bulgariei la rangul de patriarhie. Prin Tratatul Bizantin-Bulgar din 927, care a consfințit victoria bulgară asupra Imperiului Bizantin în Războiul din 913-927, patriarhul ecumenic al Constantinopolului a recunoscut Patriarhia Bulgară.

## Listă
| Titlu | Primat                           | Imagine | Nume la naștere                | Perioada păstoririi                   | Sediu                                           |
| --- | -------------------------------- | ------- | ------------------------------ | ------------------------------------- | ----------------------------------------------- |
| Arhiepiscopi ai Bulgariei (870–918) |                                  |         |                                |                                       |                                                 |
| Arhiepiscop | Iosif                            |         |                                | 870–c. 877                            | Drastar/Pliska                                  |
| Arhiepiscop | Gheorghe                         |         |                                | c. 877–c. 893                         | Drastar/Pliska                                  |
| Arhiepiscop | Grigore Preotul Ioan Exarhul (?) |         |                                | c. 893–s. 917                         | Drastar/Preslav                                 |
| Arhiepiscop | Leontie                          |         |                                | c. 917–c. 918/919                     | Preslav                                         |
| Patriarhi ai Bulgariei (918/919–1018) |                                  |         |                                |                                       |                                                 |
| Patriarh necanonic; nerecunoscut de patriarhul ecumenic al Constantinopolului | Leontie                          |         |                                | c. 918/919–927                        | Preslav                                         |
| Patriarh canonic; recunoscut de patriarhul ecumenic al Constantinopolului | Dimitrie                         |         |                                | c. 927–c. 930                         | Drastar/Preslav                                 |
| Patriarh | Serghie                          |         |                                | c. 931–c. 940                         | Drastar/Preslav                                 |
| Patriarh | Grigore                          |         |                                | c. 940–c. 944                         | Drastar/Preslav                                 |
| Patriarh | Damian                           |         |                                | c. 944–c. 972                         | Preslav/Drastar, Sredeț                         |
| Patriarh | Gherman                          |         |                                | c. 972–c. 990                         | Sredeț, Voden, Moglena, Prespa                  |
| Patriarh | Nicolae                          |         |                                | c. 991–c. 1000                        | Prespa (?)                                      |
| Patriarh | Filip                            |         |                                | c. 1000–c. 1015                       | Ohrid                                           |
| Patriarh | David                            |         |                                | c. 1015–1018                          | Ohrid                                           |
| După căderea Primului Țarat Bulgar sub dominația bizantină în 1018 Biserica Ortodoxă Bulgară a fost privată de titlul patriarhal și redusă la rangul de Arhiepiscopie autocefală de Ohrid sub tutela patriarhului ecumenic al Constantinopolului până în 1767. O Biserică Bulgară separată a fost restaurată după reînființarea celui de-al Doilea Țarat Bulgar în 1186. |                                  |         |                                |                                       |                                                 |
| Arhiepiscopi ai Bulgariei (1186–1235) |                                  |         |                                |                                       |                                                 |
| Primat titlul a fost recunoscut canonic de papa Inocențiu al III-lea în 1204 | Vasile I                         |         |                                | 1186–1232                             | Tărnovo                                         |
| Primat | Sf. Ioachim I                    |         |                                | 1232–1246                             | Tărnovo                                         |
| Patriarhi ai Bulgariei (1235–1394) |                                  |         |                                |                                       |                                                 |
| Patriarh titlul a fost recunoscut canonic de patriarhii ortodocși în 1235 | Sf. Ioachim I                    |         |                                | 1235–1246                             | Tărnovo                                         |
| Patriarh | Visarion                         |         |                                | c. 1246                               | Tărnovo                                         |
| Patriarh | Vasile al II-lea                 |         |                                | 1246–c. 1254                          | Tărnovo                                         |
| Patriarh | Vasile al III-lea                |         |                                | c. 1254–1263                          | Tărnovo                                         |
| Patriarh | Ioachim al II-lea                |         |                                | 1263–1272                             | Tărnovo                                         |
| Patriarh | Ignatie                          |         |                                | 1272–1277                             | Tărnovo                                         |
| Patriarh | Sf. Macarie                      |         |                                | 1277–1284                             | Tărnovo                                         |
| Patriarh | Ioachim al III-lea               |         |                                | 1284–1300                             | Tărnovo                                         |
| Patriarh | Dorotei                          |         |                                | 1300–c. 1315                          | Tărnovo                                         |
| Patriarh | Roman                            |         |                                | c. 1315–c. 1325                       | Tărnovo                                         |
| Patriarh | Teodosie I                       |         |                                | c. 1325–1337                          | Tărnovo                                         |
| Patriarh | Ioanichie I                      |         |                                | 1337–c. 1340                          | Tărnovo                                         |
| Patriarh | Simion                           |         |                                | c. 1341–1348                          | Tărnovo                                         |
| Patriarh | Teodosie al II-lea               |         |                                | 1348–1363                             | Tărnovo                                         |
| Patriarh | Ioanichie al II-lea              |         |                                | 1363–1375                             | Tărnovo                                         |
| Patriarh | Sf. Eftimie                      |         |                                | 1375–1394                             | Tărnovo                                         |
| Exarh al bulgarilor (1872–1915) |                                  |         |                                |                                       |                                                 |
| Exarh titlul a fost acordat printr-un decret (firman) al sultanului Abdul-Aziz, promulgat la 28 februarie 1870. Nerecunoscut de patriarhul ecumenic al Constantinopolului | Ilarion                          |         | Ivan Ivanov                    | 12 februarie 1872 – 16 februarie 1872 | Constantinopol, Imperiul Otoman                 |
| Exarh | Antim I                          |         | Atanas Mihailov Cealakov       | 16 februarie 1872 – 14 aprilie 1877   | Constantinopol, Imperiul Otoman                 |
| Exarh | Iosif I                          |         | Lazăr Iovcev                   | 24 aprilie 1877 – 20 iunie 1915       | Constantinopol, Imperiul Otoman Sofia, Bulgaria |
| Președinți ai Sf. Sinod (1915–1945) |                                  |         |                                |                                       |                                                 |
| Mitropolit | Partenie                         |         | Petăr Popstefanov Ivanov Popov | 1915 – 20 iunie 1918                  | Sofia                                           |
| Mitropolit | Vasile                           |         | Vasil Mihailov                 | iunie 1918 – 22 octombrie 1921        | Sofia                                           |
| Mitropolit | Maxim                            |         | Marin Penceov Pelov            | 22 octombrie 1921 – 28 martie 1928    | Sofia                                           |
| Mitropolit | Clement                          |         | Grigori Ivanov Șivacev         | 28 martie 1928 – 3 mai 1930           | Sofia                                           |
| Mitropolit | Neofit                           |         | Nikola Dimitrov Karaabov       | 4 mai 1930 – 15 octombrie 1944        | Sofia                                           |
| Mitropolit | Ștefan I                         |         | Stoian Popgeorgiev Șokov       | 16 octombrie 1944 – 21 ianuarie 1945  | Sofia                                           |
| Exarh al bulgarilor (1945–1948) |                                  |         |                                |                                       |                                                 |
| Exarh canonic; recunoscut de patriarhul ecumenic al Constantinopolului | Stefan I                         |         | Stoian Popgeorgiev Șokov       | 21 ianuarie 1945 – 6 septembrie 1948  | Sofia                                           |
| Președinți ai Sf. Sinod (1948–1953) |                                  |         |                                |                                       |                                                 |
| Mitropolit | Mihail                           |         | Dimităr Todorov Ceavdarov      | 8 noiembrie 1948 – 4 ianuarie 1949    | Sofia                                           |
| Mitropolit | Paisie                           |         | Alexandăr Raikov Ankov         | 4 ianuarie 1949 – 3 ianuarie 1951     | Sofia                                           |
| Mitropolit | Chiril                           |         | Konstantin Markov Konstantinov | 3 ianuarie 1951 – 10 mai 1953         | Sofia                                           |
| Patriarhi ai Bulgariei (1953–prezent) |                                  |         |                                |                                       |                                                 |
| Patriarh titlul a fost recunoscut de patriarhul ecumenic al Constantinopolului | Chiril                           |         | Konstantin Markov Konstantinov | 10 mai 1953 – 7 martie 1971           | Sofia                                           |
| Patriarh | Maxim                            |         | Marin Naidenov Minkov          | 4 iulie 1971 – 6 noiembrie 2012       | Sofia                                           |
| Patriarh | Neofit                           |         | Simeon Nikolov Dimitrov        | 24 februarie 2013 – 13 martie 2024    | Sofia                                           |
| Patriarh | Daniil                           |         | Atanas Trendafilov Nikolov     | 30 iunie 2024 - prezent               | Sofia                                           |

## Vezi și
- Patriarhul Bulgariei
- Biserica Ortodoxă Bulgară
- Exarhatul Bulgar